# Strana
 Strana  falu Horvátországban, Isztria megyében. Közigazgatásilag Buzethez tartozik.

## Fekvése
Az Isztriai-félsziget északi részének közepén, Pazintól 26 km-re északra, községközpontjától 4 km-re keletre fekszik.

## Története
A falunak 1857-ben 125, 1910-ben 197 lakosa volt. 2011-ben 51 lakosa volt.

## Lakosság
| Lakosság változása | Lakosság változása | Lakosság változása | Lakosság változása | Lakosság változása | Lakosság változása | Lakosság változása | Lakosság változása | Lakosság változása | Lakosság változása | Lakosság változása | Lakosság változása | Lakosság változása | Lakosság változása | Lakosság változása | Lakosság változása |
| ------------------ | ------------------ | ------------------ | ------------------ | ------------------ | ------------------ | ------------------ | ------------------ | ------------------ | ------------------ | ------------------ | ------------------ | ------------------ | ------------------ | ------------------ | ------------------ |
| 1857               | 1869               | 1880               | 1890               | 1900               | 1910               | 1921               | 1931               | 1948               | 1953               | 1961               | 1971               | 1981               | 1991               | 2001               | 2011               |
| 125                | 135                | 166                | 174                | 189                | 197                | 0                  | 0                  | 145                | 120                | 89                 | 64                 | 54                 | 43                 | 49                 | 51                 |

## Nevezetességei
A település felett, egy kiemelkedő helyen található Szűz Mária tiszteletére szentelt temploma. Egyhajós, elnyújtott téglalap alaprajzú épület, a hajónál keskenyebb, négyzet alaprajzú apszissal. A templom déli oldala mentén épült hozzá a sekrestye épületének alsó része. A hagyomány szerint a templom 1715-ben épült kolostor (ispotály) részeként. A jobb oldali ablak kőkeretére faragott évszám, az oldalhomlokzat falazott félköríves ablakai, valamint az apszis és a hajó szélességi különbsége arra utal, hogy a szentély és a templom középső része egy korábbi szakaszban épült. 1732-ben bővült a templomhajó nyugat felé.